# 버블 갱
《버블 갱》(영어: Bubble Gang)는 필리핀의 스케치 코미디 텔레비전 프로그램이다.

## 같이 보기
- GMA 네트워크